# Trigonophorus foveiceps
Trigonophorus foveiceps is een keversoort uit de familie bladsprietkevers (Scarabaeidae). De wetenschappelijke naam van de soort werd voor het eerst geldig gepubliceerd in 1888 door Gestro.